# Grdovići (Czarnogóra)
Grdovići (cyr. Грдовићи) – wieś w Czarnogórze, w gminie Bar. W 2011 roku liczyła 175 mieszkańców.